# 大使閣下的料理人
《大使閣下的料理人》（日语：大使閣下の料理人）是曾任日本駐越南大使料理人的西村滿擔任原作以及漫畫家川隅廣志作畫的料理漫畫，描寫法國料理廚師大澤公在日本駐越南大使館擔任料理人時所發生的故事。2002年（平成14年）獲得第6屆日本新媒體動漫藝術節漫畫部門優秀賞。

## 劇情簡介
法國料理廚師大澤公原本在大飯店工作，可是他卻對於只有作固定料理的飯店料理人生活感到失望，為了尋找料理人的心，他辭掉工作成為了大使館料理人。

## 登場人物

### 主要人物
大澤　公
本書主角，故事開始的第0回「前菜」中是28歲，原本在NK飯店工作，對於只有作固定料理的飯店料理人生活感到失望，因而辭掉工作，成為日本駐越南大使倉木和也雇用的官邸料理人。專精的領域是法國料理，不過對於法國料理以外的料理也有研究。
倉木和也 　
雇用大澤公的「大使閣下」，故事開始的第0回「前菜」中是58歲，日本外務省(負責外交的政府部門)的知華派官僚外交官，對台灣的了解度高，原本是推動日中邦交正常化的交涉者，後來因為1972年尼克森訪華改變了中日的外交政治環境，使得倉木的任務結束。倉木沒有加入日本政治環境的閨閥(藉由妻子的親戚關係而連結起來的政治派閥)，其妻子是個護士，因此他的政途並沒有受到後臺的幫助，靠著利落的外交手腕走出自己的路。到了故事中間受到日本平泉首相（取自日本小泉前首相）任命為國家情報大使而從越南歸國，最後被任命為日本駐中國大使。他的名字是取自日本實際存在的官僚外交官鈴木勝也、小倉和夫兩人。

### 大澤家相關人物
大澤　瞳
大澤公的妻子，和公育有一女，一家人住在小公寓。嫁給公前是NK飯店的場地佈置，因此認識了公。原本是公的前輩相田的未婚妻，可是因為相田的個性導致兩人的感情不好，最後被公奪走了未婚妻。她原本反對公出國就任大使官邸料理人，可是最後還是在背後支持他。後來大澤公隨著倉木大使的調值回國後，兩人又生了一個兒子。
大澤　香
公和瞳的長女，留著雙馬尾的小學生，從母親和祖父手中學會了料理的方式，對於料理有才能，在學校家政課被稱作料理之鬼。
大澤　匠
公和瞳的小兒子，在作品的第23集中誕生，名字有「職人」的意思，和其祖父大澤巧的名字發音相同。
大澤　巧
公的父親，在淺草經營西式餐廳－兔亭。是個頑固的老頭子，但是很疼孫女。
阿忠
公很尊敬的料理人，原本在大澤巧經營的餐廳工作，後來在巧的勸說下，自己出來經營餐廳小兔亭。出身在沖繩的他還是沖繩空手道的有段位者，有一個女兒。

### 公工作上的夥伴

#### 日本駐越南大使篇
敏．霍華
公在日本駐越南大使官邸時的料理助手及翻譯，在「前菜」中登場時28歲，已經離過婚且有個女兒蘭，和古田誠一是男女朋友的關係，時常穿著一件越式旗袍，對日本的文化非常了解，懂得多國語言。在單行本13集日本駐越南大使篇結束後就沒有出現過了。
古田誠一
日本駐越南大使館的職員，不屬於官僚，職位是三等書記官（等同中文的三等秘書），登場時26歲，是個和善的好人，在大學時主動選擇學越南語。

#### 日本國家情報擔當大使篇
江口　悟
T大畢業高材生，擁有過目不忘的本事，是倉木大使調職後的輔佐官，和青柳愛是大學時代的好友。
青柳　愛
原本在日本在業界中最大的音羽證劵工作，對自己的極限感到疑惑，因而辭職，在世界各地作自助旅行。後來在雜誌上看到關於公的報導，被公的信念吸引，就前往找到回到日本後的公，並拜他為師。在經過倉木大使的同意後，也被雇用為公的料理助手，同時也是公隨倉木大使出國時的翻譯。在21集時出任日本駐香港總領事公邸料理人，再結局時接替公成為轉調中國大使的倉木大使的官邸料理人，還和江口悟訂下了婚約。
北島 萌
青柳愛的朋友，原本在日式料理亭工作，可是卻因為頂撞上司而被開除，被青柳引薦由倉木大使雇用。個性活潑開朗，作風豪邁的她非常重視日本的料理，看不起其他國家的料理，不過大澤公改變了她的偏見，後來成為了日本駐香港總領事公邸料理人。

## 出版書籍
| 冊數 | 講談社         | 講談社                 | 尖端出版社     | 尖端出版社             |
| 冊數 | 發售日期       | ISBN                   | 發售日期       | ISBN / EAN             |
| ---- | -------------- | ---------------------- | -------------- | ---------------------- |
| 1    | 1999年5月19日  | ISBN 978-4-06-328631-1 | 2000年5月15日  | ISBN 978-957-102-209-3 |
| 2    | 1999年6月21日  | ISBN 978-4-06-328638-0 | 2000年6月15日  | ISBN 978-957-102-240-6 |
| 3    | 1999年9月20日  | ISBN 978-4-06-328653-3 | 2000年7月15日  | EAN 471-9863-04061-5   |
| 4    | 1999年12月14日 | ISBN 978-4-06-328667-0 | 2000年8月15日  | EAN 471-9863-04089-9   |
| 5    | 2000年4月19日  | ISBN 978-4-06-328688-5 | 2000年12月15日 | EAN 471-9863-04192-0   |
| 6    | 2000年7月18日  | ISBN 978-4-06-328699-1 | 2001年2月22日  | EAN 471-9863-04309-8   |
| 7    | 2000年10月20日 | ISBN 978-4-06-328717-2 | 2001年4月10日  | EAN 471-9863-04331-9   |
| 8    | 2001年1月20日  | ISBN 978-4-06-328728-8 | 2001年5月24日  | EAN 471-9863-04352-4   |
| 9    | 2001年4月20日  | ISBN 978-4-06-328746-2 | 2001年7月25日  | EAN 471-9863-04413-2   |
| 10   | 2001年7月19日  | ISBN 978-4-06-328757-8 | 2001年10月24日 | EAN 471-9863-04502-3   |
| 11   | 2001年11月20日 | ISBN 978-4-06-328787-5 | 2002年5月20日  | EAN 471-9863-04648-8   |
| 12   | 2002年2月20日  | ISBN 978-4-06-328798-1 | 2002年6月21日  | EAN 471-9863-04779-9   |
| 13   | 2002年8月21日  | ISBN 978-4-06-328831-5 | 2002年12月26日 | EAN 471-9863-05069-0   |
| 14   | 2002年11月20日 | ISBN 978-4-06-328851-3 | 2003年4月17日  | EAN 471-0614-36156-7   |
| 15   | 2003年2月19日  | ISBN 978-4-06-328870-4 | 2003年5月13日  | EAN 471-0614-36037-2   |
| 16   | 2003年6月20日  | ISBN 978-4-06-328890-2 | 2003年10月14日 | EAN 471-0614-36399-1   |
| 17   | 2003年9月18日  | ISBN 978-4-06-328905-3 | 2003年11月19日 | EAN 471-0614-36440-0   |
| 18   | 2003年12月22日 | ISBN 978-4-06-328921-3 | 2004年4月9日   | EAN 471-0614-36716-6   |
| 19   | 2004年4月23日  | ISBN 978-4-06-328952-7 | 2004年6月23日  | EAN 471-0614-36761-6   |
| 20   | 2004年8月23日  | ISBN 978-4-06-328975-6 | 2004年11月5日  | EAN 471-0614-37139-2   |
| 21   | 2004年12月21日 | ISBN 978-4-06-372405-9 | 2005年3月22日  | EAN 471-0614-37528-2   |
| 22   | 2005年5月23日  | ISBN 978-4-06-372433-2 | 2005年8月23日  | EAN 471-0614-37819-3   |
| 23   | 2005年10月21日 | ISBN 978-4-06-372468-4 | 2006年2月8日   | EAN 471-7702-20026-8   |
| 24   | 2006年2月23日  | ISBN 978-4-06-372496-7 | 2006年5月12日  | EAN 471-7702-20394-8   |
| 25   | 2006年6月23日  | ISBN 978-4-06-372525-4 | 2006年9月5日   | EAN 471-7702-20600-0   |

文庫版
| 冊數 | 講談社         | 講談社                 |
| 冊數 | 發售日期       | ISBN                   |
| ---- | -------------- | ---------------------- |
| 1    | 2004年9月10日  | ISBN 978-4-06-360784-0 |
| 2    | 2004年10月8日  | ISBN 978-4-06-360796-3 |
| 3    | 2004年11月12日 | ISBN 978-4-06-360827-4 |
| 4    | 2004年12月10日 | ISBN 978-4-06-360858-8 |
| 5    | 2005年1月12日  | ISBN 978-4-06-360870-0 |
| 6    | 2005年2月10日  | ISBN 978-4-06-360891-5 |
| 7    | 2006年4月12日  | ISBN 978-4-06-370317-7 |
| 8    | 2006年5月12日  | ISBN 978-4-06-370321-4 |
| 9    | 2006年7月12日  | ISBN 978-4-06-370325-2 |
| 10   | 2006年9月12日  | ISBN 978-4-06-370353-5 |
| 11   | 2006年11月10日 | ISBN 978-4-06-370369-6 |
| 12   | 2006年12月27日 | ISBN 978-4-06-370407-5 |
| 13   | 2007年3月9日   | ISBN 978-4-06-370434-1 |

## 電視劇
新春特別電視劇《大使閣下的料理人》於富士電視台2015年1月3日21:00 - 23:30播映。主演櫻井翔。劇本泉吉紘，佐藤祐市。

### 登場人物
- 大澤公 - 櫻井翔（幼少期：大西利空[4]）
- 大澤瞳 - 廣末涼子[5]
- 雷迪蘭 - 剛力彩芽[6]
- 古田誠一 - 大倉孝二[5]
- 江口悟 - 加藤成亮[5]
- 村上信藏 - 竹中直人[5]
- 倉木和也 - 西田敏行[5]
- 倉木三奈子 - 大谷直子
- 藤田康晴 - 梶原善
- 幸山秀明 - 中村靖日
- 佐竹光博 - 佐戶井憲太
- 立花正春 - 山田明郷
- 瑪莉 - 霍蘭千秋
- 謎之越南人 - 箕輪遙（箕輪はるか）
- 恩田功一 - 矢柴俊博
- 前園辰也 - 豬野學
- 大澤香 - 志村美空[7]
- 艾因 - 久家心[8]
- 聲優 - 磯部勉、野田圭一、佐藤正治、興梠里美、岩本淳、伊藤利尋
- 其他 - 小倉一郎、唐木智惠美（唐木ちえみ）、牧原俊幸等

### 製作
- 演出 - 佐藤祐市
- 脚本 - 泉吉紘
- 音樂 - 得田真裕
- 越南地方合作 - 越南外務省新聞中心
- 取材合作 - 公益社團法人越南協會
- 服務指導 - 森上久生
- 食品協調 - 住川啓子
- 編成企畫 - 若松央樹、狩野雄太
- 製作人 - 高丸雅隆
- 製作 - 富士電視台
- 製作著作 - 共同電視

| WakuWaku Japan 週六 21:00-23:15 | WakuWaku Japan 週六 21:00-23:15    | WakuWaku Japan 週六 21:00-23:15 |
| ------------------------------- | ---------------------------------- | ------------------------------- |
|                                 | 大使閣下的料理人 （2017年8月12日） |                                 |
| 重力小丑 （2017年8月5日）       | 惡女們的手術刀 （2017年8月19日）   |                                 |

## 外部連結
- 富士電視台官方網站